# DHL Air UK

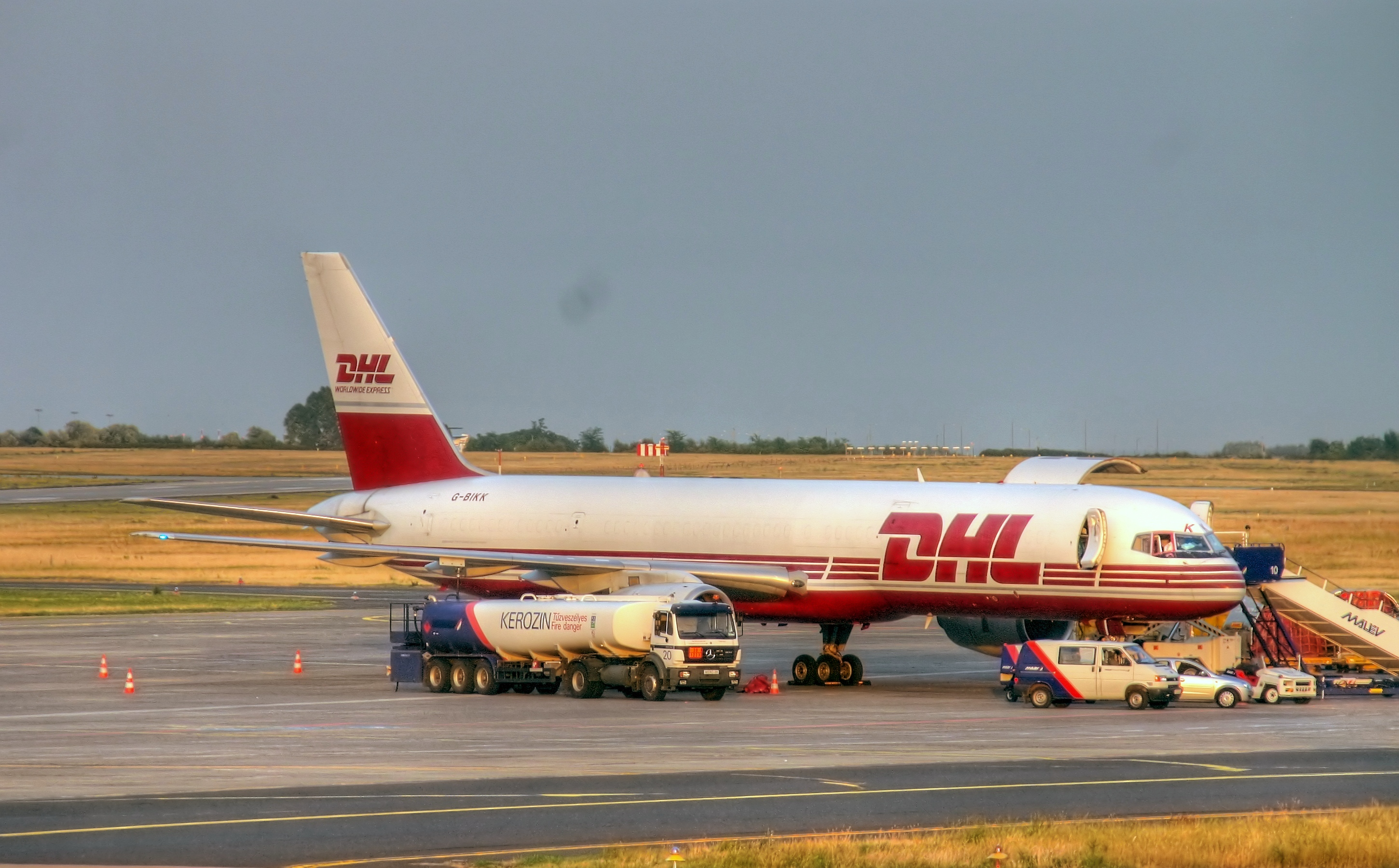
Boeing 757-236(SF) de DHL Air UK

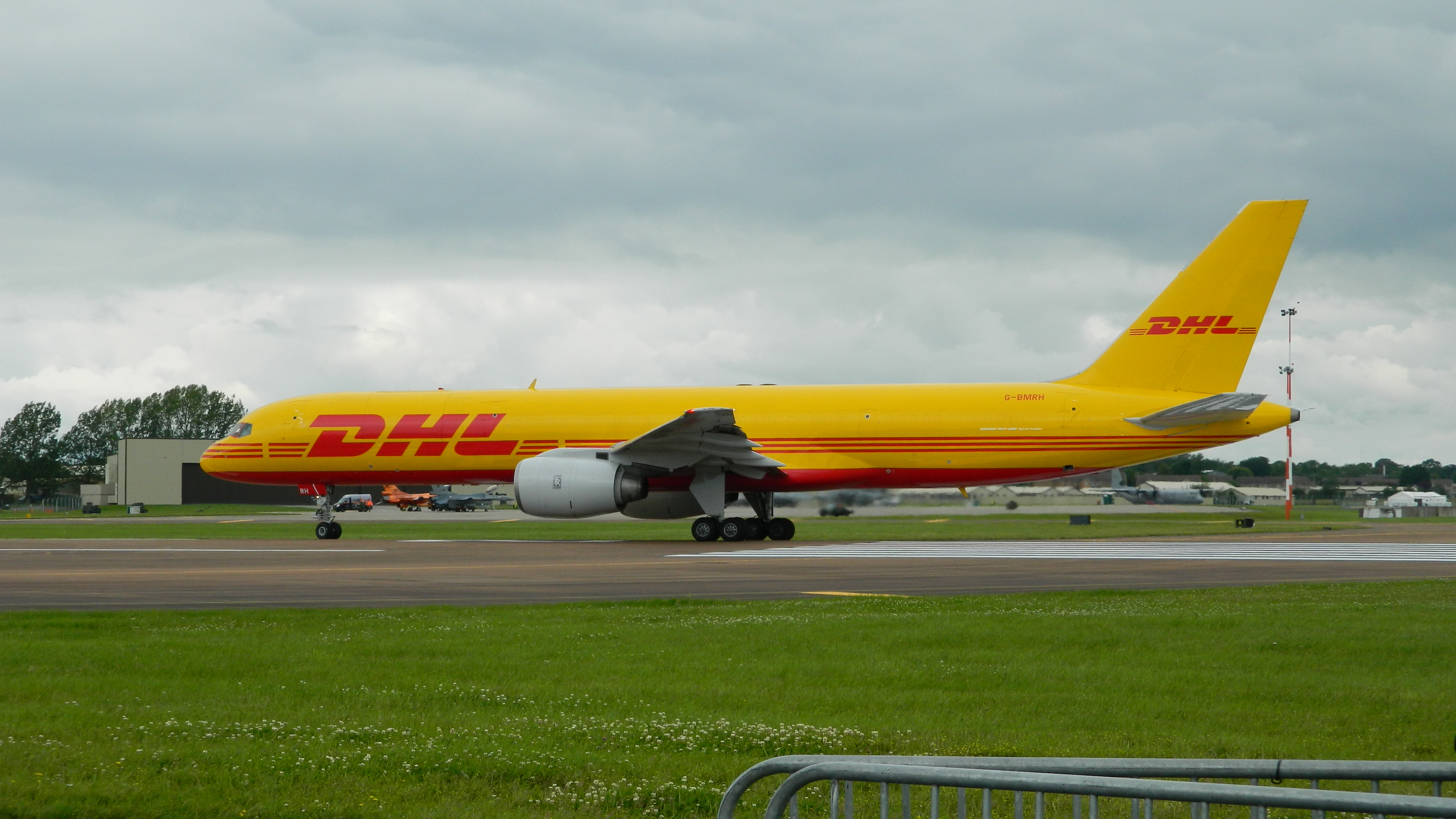
Boeing 757-200 en 2012

DHL Air UK, registrada como DHL Air Ltd., es una aerolínea de carga basada in Orbital Park, Hounslow. Pertenece en totalidad a Deutsche Post DHL. Su base principal es el aeropuerto de East Midlands.
DHL Air Ltd. posee una Licencia Operativa de tipo A de la Civil Aviation Authority, se le permite transportar pasajeros, carga y correo en aviones con 20 o más asientos.

## Historia
La compañía se creó en octubre de 1982 y se convirtió en DHL Air en agosto de 1989. 
En marzo de 2007 tenía 270 empleados.
Elan Air operaba vuelos cargueros chárter para DHL usando el Armstrong Whitworth Argosy y el Handley Page Dart Herald. Más tarde, adquirió la versión Merchantman del Vickers Vanguard.

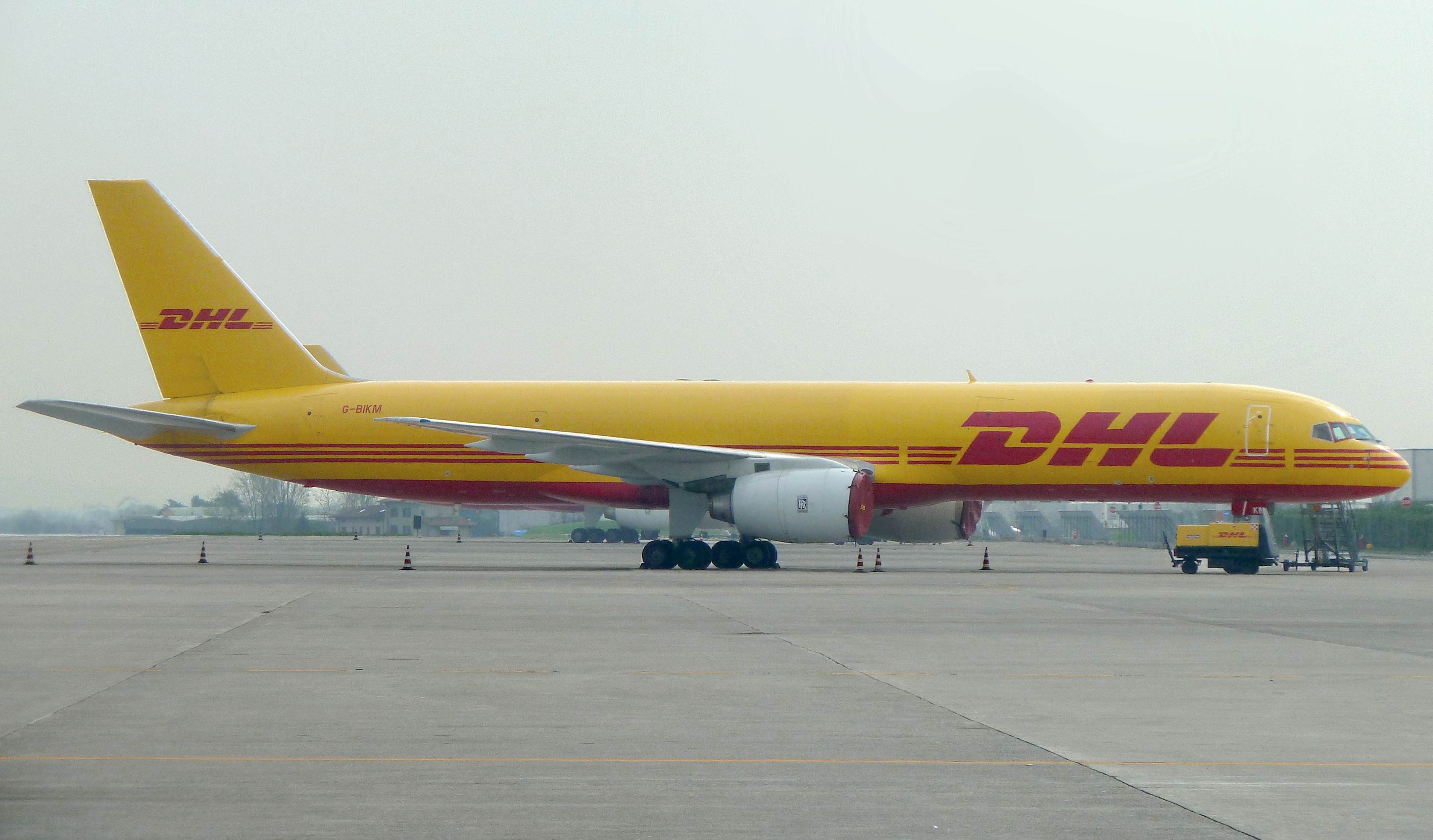
G-BIKM

## Flota

### Flota Actual
En septiembre de 2023, la flota de DHL Air consistía en los siguientes aviones, con una edad media de 18 años:
| Avión            | En flota | Pedidos |
| ---------------- | -------- | ------- |
| Airbus A330-300F | 1        | 1       |
| Boeing 757 PCF   | 5        | 0       |
| Boeing 767-300F  | 10       | 0       |
| Boeing 777-300F  | 5        | 0       |
| Total            | 21       | 1       |